# Cratere Kandi
Kandi  è un cratere sulla superficie di Marte.